# المجلس الأمريكي للتخصصات الطبية
المجلس الأمريكي للتخصصات الطبية (بالإنجليزية: American Board of Medical Specialties)‏ هو مجلس تأسس في عام 1933، وهو منظمة غير ربحية تمثل 24 مجالًا واسعًا من مجالات الطب التخصصي. المجلس هو أكبر منظمة لإصدار الشهادات المتخصصة في الولايات المتحدة.